# جینا فیلیپس
جینا فیلیپس (به انگلیسی: Gina Philips) (زاده ۱۰ مهٔ ۱۹۷۰) بازیگر آمریکایی است.
از فیلم‌های معروف او می‌توان به بازی در بلا مافیا، زنجیرشده و با صدای بلند زندگی کردن اشاره کرد.